# Collège pontifical Josephinum

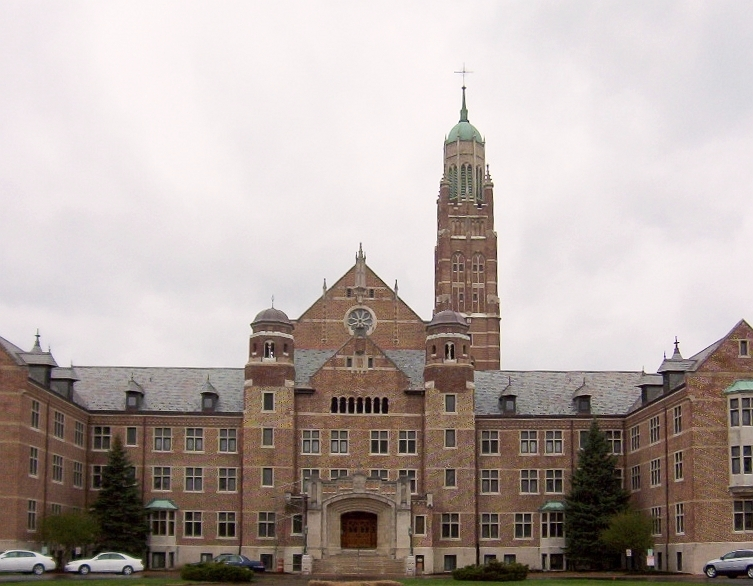
Vue du Josephinum

Le collège pontifical Josephinum (Pontifical College Josephinum) est un collège universitaire privé catholique et école de théologie situé aux États-Unis à Columbus dans l'Ohio et fondé par Joseph Jessing en 1888. C'est le seul collège pontifical d'Amérique du Nord. Le séminaire prépare ses étudiants à devenir prêtres de l'Église catholique. Ils viennent des diocèses américains qui n'ont pas leur propre séminaire, ainsi que de l'étranger. Le Josephinum, ce qui signifie « maison de saint Joseph », a reçu la reconnaissance d'un statut pontifical par le pape Léon XIII en 1892. Sa devise est : Si Deus pro nobis, quis contra nos.

## Histoire
Fondé en 1888, le Josephinum est issu d'un orphelinat ouvert par Joseph Jessing dans les années 1870 et réinstallé à Columbus. Les classes vocationnelles prennent le nom de Collegium Josephinum en 1888, celui-ci reçoit son statut pontifical en 1892 et prend son nom actuel. À l'origine, les élèves suivent six ans d'études primaires, quatre ans d'études secondaires, deux ans de pré-théologie, puis enfin quatre ans de théologie (grand séminaire). {Joseph Jessing voit une première promotion accéder à la prêtrise en juin 1899 et meurt moins de six mois plus tard. 

### Statut pontifical
Pour être sûr que sa fondation puisse perdurer après sa mort, il demande la protection du Saint-Siège, ce qui est accepté en 1892, et ce qui en fait alors le seul collège pontifical en dehors de l'Italie. L'institution est placée sous la direction  de la Congrégation pour l'éducation catholique,  avec le nonce apostolique aux États-Unis, comme chancelier. Aujourd'hui, le séminaire est indépendant financièrement du Saint-Siège, ainsi que du diocèse de Columbus.

### Campus
En 1931, le Josephinum a déménagé à son emplacement actuel au nord de Worthington et à 18 km au nord du centre-ville de Columbus. Le campus s'étend alors sur 0.40 km2 (actuellement 395 000 m2). Les bâtiments sont construits par Frank Ludewig.
Le cursus académique (à l'origine six ans et six ans) devient dans les années 1950 : quatre ans d'études secondaires, quatre ans d'études universitaires et quatre ans d'études universitaires supérieures (théologie). Comme le fondateur et les premières promotions étaient germanophones, les cours étaient dispensés au début en majorité en allemand, ainsi qu'en latin, puisque les futurs prêtres étaient destinés à servir des paroisses dont les fidèles venaient des pays germanophones. L'école secondaire a fermé ses portes en 1967.
Le Josephinum est reconnu par l'État de l'Ohio in 1894; ses constitutions sont approuvées par Pie XI en 1938 et ont été révisées en 1996 et approuvées alors par la Congrégation pour l'éducation catholique.

### Modernisation et internationalisation

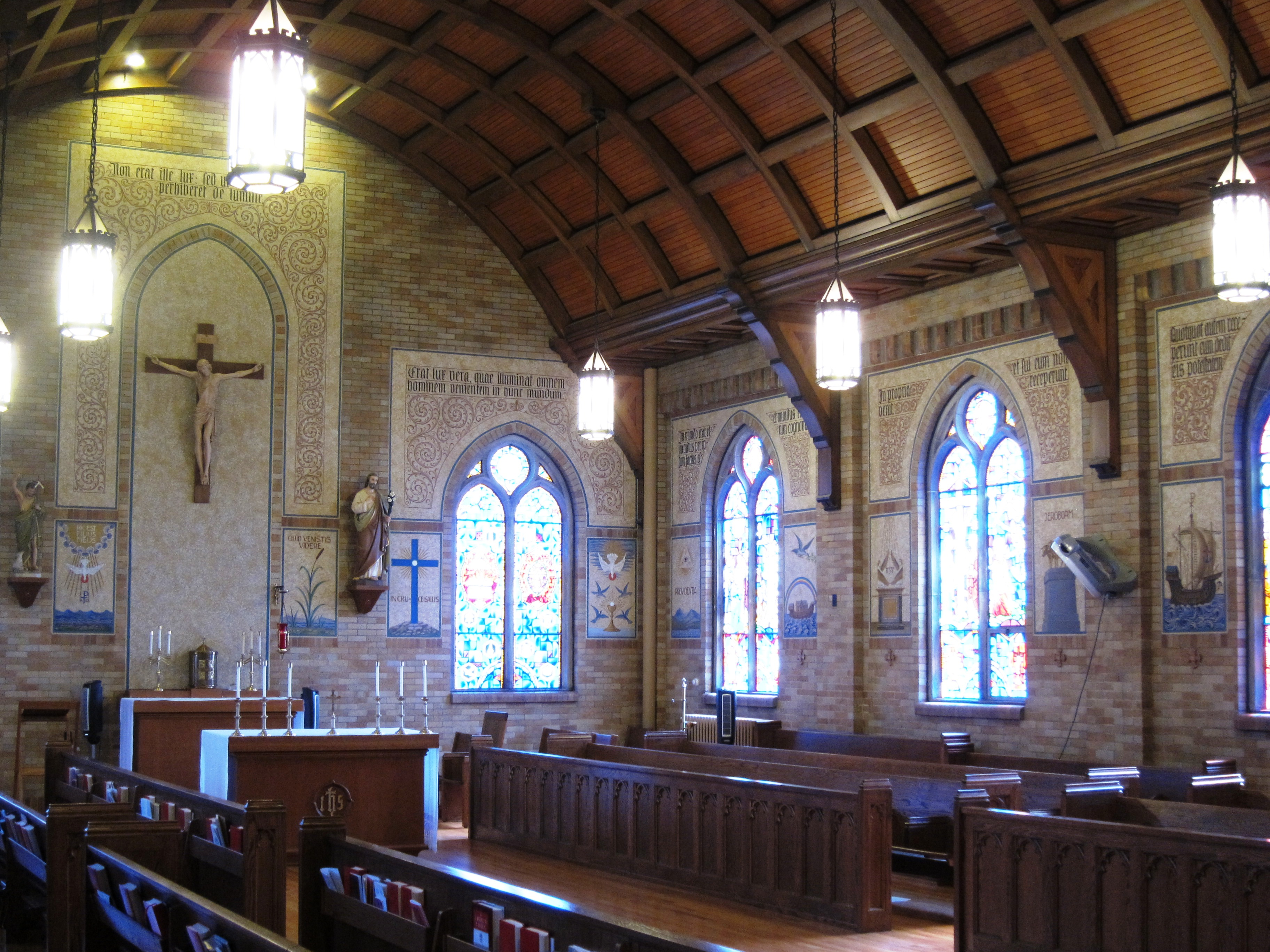
La chapelle du Josephinum

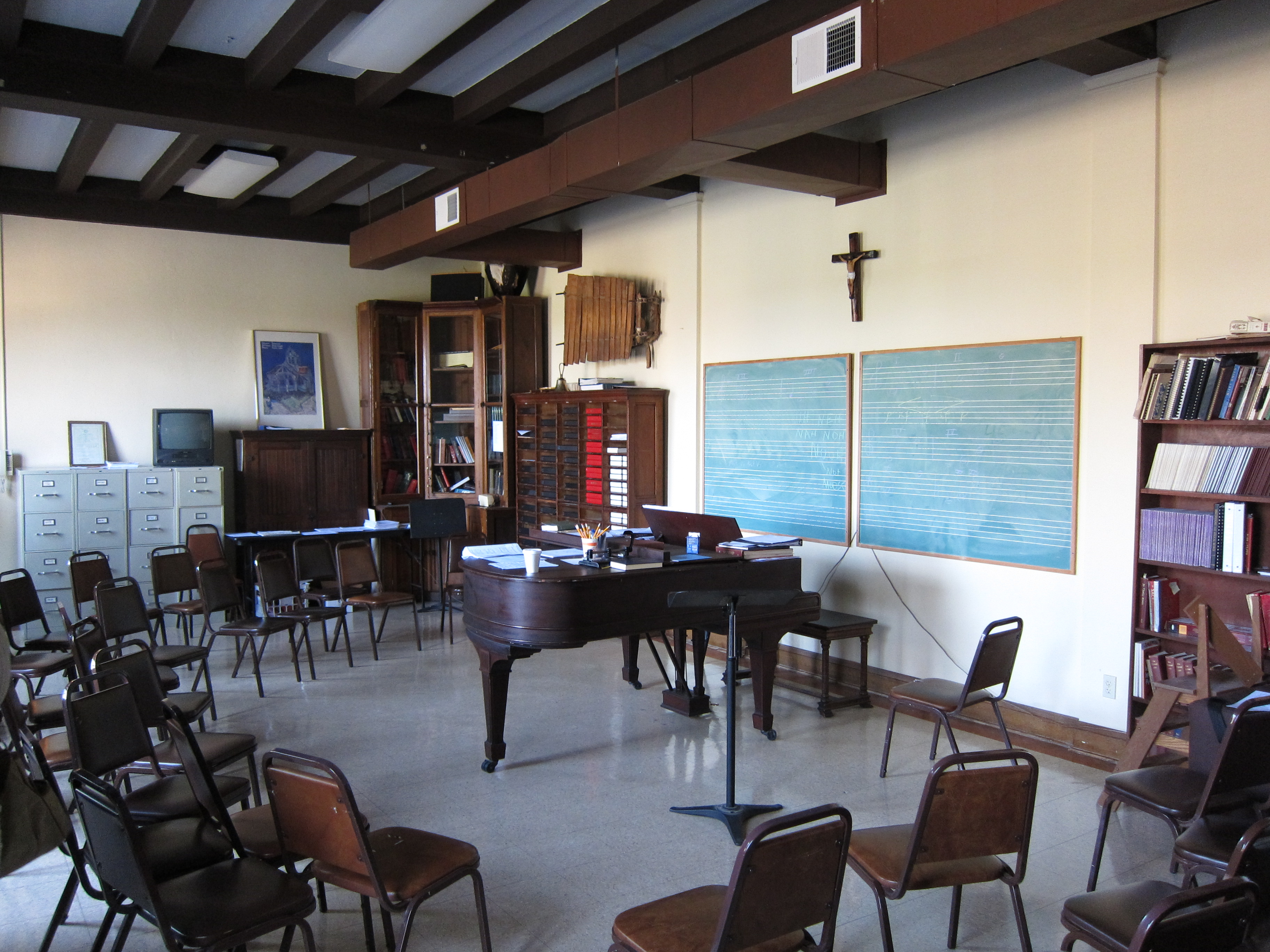
Salle de musique

Pendant et juste après la Seconde Guerre mondiale, il est décidé de ne plus se tourner vers les besoins des populations germanophones, puisqu'elles s'assimilaient aux anglophones et que l'Allemagne était une nation ennemie ; le collège pontifical s'ouvre alors aux diocèses américains ne disposant pas d'un séminaire en propre. Avec le Concile Vatican II, les séminaires s'ouvrent plus au monde extérieur et non plus à leur seule communauté d'origine. Il est dirigé depuis le 1er octobre 2019 par le T.R.P. Steven Beseau STD. Les anciens élèves servent l'Église dans 48 États du pays et 22 pays étrangers. Beaucoup travaillent dans des missions et au service des communautés hispaniques du pays.
Les matières enseignées sont la philosophie, la littérature et la musique anglaise, la théologie, le latin, l'histoire, les sciences naturelles (astrologie, biologie, physique et géologie), les sciences sociales, les mathématiques, la rhétorique, les beaux arts, le sport (volleyball, basketball et musculation), l'allemand, le français et l'espagnol.

## Accréditation et certifications
Le Josephinum est accrédité par The Higher Learning Commission, affiliée à la North Central Association of Colleges and Secondary Schools en 1976. Le Josephinum est aussi accrédité par l'Association des écoles de théologie des États-Unis et du Canada depuis 1970. Le séminaire est bénéficiaire du certificat d'autorisation du comité des régents de l'État de l'Ohio.